# 四棵树镇
四棵树镇，是中华人民共和国新疆维吾尔自治区塔城地区乌苏市下辖的一个乡镇级行政单位。

## 行政区划
四棵树镇下辖以下地区：
哈尔毛墩村、赛布库里村、哈勒干布勒格村、哈达生布勒格村、金库克村、查干布勒格村、四棵树村、河坝沿子村、榆树泉村、更生村、河坝北村和喇嘛寺村。